# 伊纳西乌马丁斯
伊纳西乌马丁斯是巴西巴拉那州的一个市镇。总面积936.913平方公里，总人口11397人，人口密度12.2人/平方公里。